# ロバート・P・レッチャー
ロバート・パーキンス・レッチャー（英: Robert Perkins Letcher、1788年2月10日 - 1861年1月24日）は、19世紀アメリカ合衆国の政治家、弁護士であり、第15代ケンタッキー州知事および同州選出アメリカ合衆国下院議員を務めた。ザカリー・テイラー大統領のときに駐メキシコ公使を務めた。ケンタッキー州では下院議員を務めており、1837年と1838年には下院議長を務めた。ホイッグ党の強い支持者であり、ヘンリー・クレイやジョン・クリッテンデンとは親友だった。
レッチャー家は1800年頃にケンタッキー州に入植した。ロバートはジョシュア・フライの私立アカデミーで学んだ後に法律を学んだ。米英戦争のときはジョン・アレンの志願民兵隊で、短期間だが法務官だった。1813年にゲアリド郡を代表してケンタッキー州議会下院議員になったのが政歴の始まりだった。1823年、アメリカ合衆国下院議員に選ばれ、10年間以上を務めた。1824年アメリカ合衆国大統領選挙では、ジョン・クインシー・アダムズとヘンリー・クレイの仲介役を務めた。アダムズの対抗馬アンドリュー・ジャクソンが選挙をリードしていたが、レッチャーの交渉により、クレイがアメリカ合衆国国務長官に指名されることと引き換えにアダムズを支持することで合意した。
1840年、レッチャーはケンタッキー州知事選挙でウィリアム・オウスリーを抑えてホイッグ党公認候補となった。選挙では民主党のリチャード・フレンチに対して大勝で当選した。レッチャーの財政的に保守的な政策によって、ケンタッキー州は1837年恐慌の財政危機から立ち直ることができた。知事の任期が終わるまでにケンタッキー州は歳入超過となり、州認定銀行は正金の支払いを再開した。知事退任後、ザカリー・テイラー大統領から駐メキシコ公使に指名された。その後、アメリカ合衆国下院議員に復帰しようとしたが、民主党のジョン・ブレッキンリッジのために敗れた。ヘンリー・クレイの出身選挙区でレッチャーが敗北したことは、ケンタッキー州におけるホイッグ党の力が衰えていることを示していた。レッチャーは政界で活動を続けたが、公職を求めることはなかった。レッチャーは1861年1月24日に死んだ。

## 初期の経歴
ロバート・パーキンス・レッチャーは1788年2月10日に、バージニア州グーチランド郡で生まれた。父はスティーブン・ジャイルズ・レッチャー、母はベッツィ（旧姓パーキンス）であり、その12人の子供では7番目だった。1800年頃、一家はケンタッキー州に移転した。最初はハロズバーグに、その後ゲアリド郡に入植した。レッチャーは暫くの間地域の公立学校に通っていたが、手に負えないという理由で放校になった。父のレンガ工場で石造建築術を学んだが、あまり熱心ではなかった。

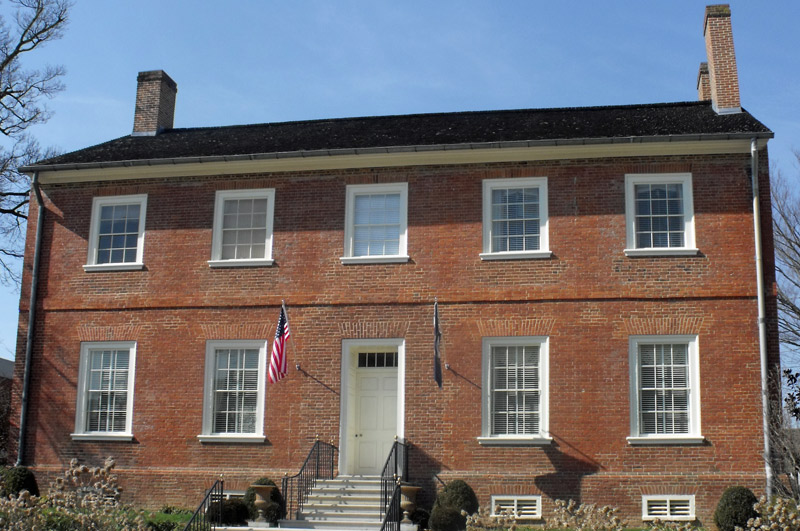
伝説に拠れば、レッチャーは初代ケンタッキー州知事公舎建設に関わったとされている

レッチャーはダンビル市近くにあったジョシュア・フライの私立アカデミーに入学した。これは公立学校に行くよりもフライの教えに従えばうまくいくと考えたからであり、健全な教育を受けることができた。フライのアカデミーでの指示に従って、父のレンガ工場に戻り、伝説に拠ればその時に後にケンタッキー州知事になるトマス・メトカーフと共に、初代ケンタッキー州知事公舎建設に関わったとされている。その後、ハンフリー・マーシャルの事務所で法律を学び、法廷弁護士として認められ、ランカスターで法律実務を始めた。米英戦争の時に短期間ではあるが、ジョン・アレンの志願民兵隊で、法務官を務めた。
レッチャーは先ずメアリー・オーデン・エップスと結婚した。エップスは1816年3月9日に死に、子供は生まれなかった。最初の妻の死後に、シャーロット・ロバートソンと結婚した。シャーロットは、州議会議員で後にケンタッキー州控訴裁判所判事となったジョージ・ロバートソンの姉妹だった。歴史家のジェニー・モートンは、レッチャーが2番目の妻のことを「女王」と言っていたと記している。この結婚でも子供が生まれなかったが、姪の1人を子供の時から育てた。シャーロット・レッチャーは夫より長生きし、1879年10月29日に死んだ。

## 政歴
レッチャーは「ブラック・ボブ」という綽名があり、機知に富み、社交的な行動家として知られた。またバイオリンを弾くことで対抗馬の選挙演説から聴衆の気を逸らせることでも知られた。1813年、ゲアリド郡を代表してケンタッキー州議会下院議員になったのが政歴の始まりだった。この職を1815年まで務め、1期飛んだ後に1817年にも再選された。

### アメリカ合衆国下院議員
1823年、レッチャーは民主共和党としてアメリカ合衆国議会第18会期に選出された。1833年まではケンタッキー州第4選挙区を代表していたが、この年に州議会が州内の選挙区を再編した。その再編後、ゲアリド郡は第5選挙区に入った。
レッチャーはヘンリー・クレイの親友であり、熱心な支持者だった、1924年の大統領選挙で、どの候補者も選挙人票の3分の2多数を取れなかったとき、結論は下院の投票に委ねられることになった。それに続いた政治的論争の中で、レッチャーはクレイとジョン・クインシー・アダムズの仲介役を務めた。最終的にクレイの支持者がアダムズの支持に回り、アダムズが当選した。クレイはアメリカ合衆国国務長官に指名されることと引き換えにアダムズを支持することで合意したとされている。対抗馬のアンドリュー・ジャクソンはこれを「裏取引」だと非難した。
レッチャーはアダムズ政権を支持したが、ジャクソンが1828年アメリカ合衆国大統領選挙を制した時に反政権側に回った。クレイを一貫して支持し、内国改良をの拡大を推進した。しかしメイズビル道路法案には、ジャクソンが拒否権を使った。1833年、クレイは無効化の危機を鎮めるために上院で妥協を提案した。レッチャーがクレイの妥協案を下院に提案した。
1833年の選挙では、ケンタッキー州第5選挙区の議席にトマス・P・ムーアがレッチャーの対抗馬として出馬して来た。ムーアは以前に第5選挙区に入っていた郡（ゲアリド郡は除く）を代表しており、4年間駐グレナダ公使を務めた後で復帰を目指していた。選挙は接戦となり、議会が両候補者の当選判定を拒否し、再選挙を命じた。再選挙ではレッチャーが258票差で当選した。その任期では外交問題委員を務めた。その任期の終わりに再選を求めなかった。
1836年、レッチャーはホイッグ党公認候補の大統領選挙人になった。その年後半に州議会下院に復帰し、1838年まで毎年再選された。この期間は毎年、下院議長になろうとした。1836年は現職議長のジョン・L・ヘルムに45票対48票で敗れた。翌年はレッチャー、ヘルム、ジェイムズ・T・モアヘッドの3者が争った。9回投票を行った後、ヘルムが撤退し、レッチャーがモアヘッドを50票対48票で破った。翌年、レッチャーは無投票で議長に再選された。

### ケンタッキー州知事
1839年8月26日、ホイッグ党の州レベル選挙候補者指名大会がハロズバーグで開催された。知事職を求めて当初4人の候補者が出ていたが、2人が脱落し、レッチャーとウィリアム・オウスリー判事が残った。決選投票では48票対26票でレッチャーが候補指名を受けた。州知事選挙では、民主党候補のリチャード・フレンチ判事を15,000票差という大差（投票総数は95,020票）で破った。ホイッグ党は州議会両院の多数も確保できた。
レッチャーが州知事に就任してから数週間後、ウィリアム・ハリソンが1840年アメリカ合衆国大統領選挙を制した。それから間もなくハリソンがフランクフォートのレッチャーを訪問し、ハリソンの閣僚にレッチャーの友人であるジョン・クリッテンデンを指名することについて話し合った。1840年12月14日、レッチャーはクリッテンデンに宛てて手紙を書き、次の州議会でクリッテンデンを再度アメリカ合衆国上院議員に選出することになると告げた。もしクリッテンデンがハリソン内閣の地位を受け入れるつもりならば、1841年3月4日以前に受け入れることで、州議会がまだ会期中なのでクリッテンデンに代わる者を指名できるということだった。1841年1月11日、クリッテンデンはアメリカ合衆国司法長官の指名を受けるつもりであり、レッチャーの設定した期限より前に就任できると考えていると回答した。しかし、ハリソンが大統領就任からわずか1か月で死亡したことにより、クリッテンデンはレッチャーの設定した期限を守れなかった、クリッテンデンはハリソンの後任となる、ジョン・タイラー副大統領によって、1841年3月5日に司法長官に指名された。
レッチャーの州知事任期前半は、ケンタッキー州が1937年恐慌の財政危機から立ち直ろうともがいている時期だった。レッチャーの見解はホイッグ党の見解と一致し、連邦政府が第二合衆国銀行を延長できなかったことに危機の原因があると非難した。ケンタッキー州の財政的に緊迫した状態を改善するために、有料道路建設の中断、グリーン川、ケンタッキー川、リッキング川の改良中断など、レッチャーは劇的に支出を切りつめた。これら施策により、州の赤字を大きく減らし、信用状態を改善した。レッチャーが州知事であった各年で州の黒字が少しではあるが拡大した。
レッチャーは概して債務救済施策に反対していたが、資産の取付危機にある者を救済するための小さな法幾つかの成立を認めた。1842年、差し押さえから除外される個人資産の種類を拡張する法を議会が成立させた。翌年、議会は巡回裁判所の夏開廷期を除外させ、実質的に差し押さえ審問を遅らせた。レッチャーは銀行が新しく少額の貸し付けを行うことを奨励し、議会も州認定銀行によって拡張された与信枠を幾らか増加させることで続いた。州の経済が快復してくると、銀行は正金支払いを再開した。州債はその価値を上げた。レッチャーが知事任期を終えるまでに、ケンタッキー州は経済危機の最悪の時期を乗り越えていた。
知事として最後に行ったことの1つに、1844年9月26日にケンタッキー州で初の感謝祭の日を宣言したことがあった。知事職から退いた後は、フランクフォートで法律実務を再開した。1847年、アメリカ合衆国上院議員候補4人の1人になっていた。他の候補者はホイッグ党の仲間2人と民主党の1人だった。28回投票が行われたが、決着が付かず、レッチャーの支持者が取り下げてジョセフ・R・アンダーウッドの支持に回ったことで、結局アンダーウッドが当選した。

### 駐メキシコ公使
レッチャーは1848年アメリカ合衆国大統領選挙でホイッグ党の候補者ザカリー・テイラーの強力な支持者だった。テイラーが当選すると、レッチャーの友人であるジョン・クリッテンデンがレッチャーを郵政長官に推薦した。テイラーはこの提案を取り上げなかったが、その代わりにレッチャーをメキシコに対する特命使節かつ公使に指名した。レッチャーは1850年2月3日にメキシコシティに赴任した。
レッチャーの主要任務は、テワンテペク地峡の通行線建設権を購入していたアメリカ市民の権益を守る条約を交渉することだった。1850年3月にはメキシコ当局に条約の草稿を提出した。3か月近い交渉を行った後、1850年6月22日に修正された条約に調印した。その修正の中には、メキシコで生産されこの経路で輸送されたものには、アメリカ合衆国で生産されたものよりも20%少ない課税を行うこと、またこの経路を保護する際にメキシコ側が行使する権限を増加させることが含まれていた。レッチャーはアメリカ合衆国国務長官のジョン・M・クレイトンに手紙を書き、この条約はレッチャーが期待したものよりは劣るが、その条件は獲得できる最良のものになったと考えていると伝えた。
この条約に調印してから1か月後に、国務長官のクレイトンがダニエル・ウェブスターと交代した。ウェブスターは、通行線建設を期待するアメリカ人の一人が挙げていた心配に応えて、レッチャーに条約の修正を試みるよう求めた。レッチャーはその修正案をメキシコ外交官に持って行ったが、メキシコの役人は断固としてその受容を拒んだ。レッチャーは、内閣の同意を得て話しており、もし譲歩が無ければ、アメリカは武力でこの地域を奪うと仄めかした。メキシコ政府はそのような行動に対応できないことを心配して譲歩したが、それでも条約の修正は拒否していた。
ウェブスターは、その修正提案に対してメキシコが強く抵抗していることを知ると、レッチャーにメキシコ側が同意しやすい最も有利な条件を交渉するよう指示した。1851年1月25日、レッチャーはアメリカ側にやや有利になった第2の条約に調印した。しかし、この条約交渉に両国が時間を割いていた間に、メキシコの大衆感情はテワンテペク地峡に関してアメリカ合衆国と如何なる条約も締結に断固反対する方向に変わっていた。1851年5月22日、メキシコ政府は、アメリカの投資家と合意していたことについて、それを認めた暫定政権にはその資格が無かったことを根拠に、合意は無効と宣言した。レッチャーはメキシコ政府が無効にした権益を再度獲得するための新しい条約を交渉しようとしたが、1852年2月14日の報告書では、如何なる種類の合意にも到達し得ないであろうという観測が述べられていた。レッチャーは1852年8月に故郷に戻った。

### その後の政歴

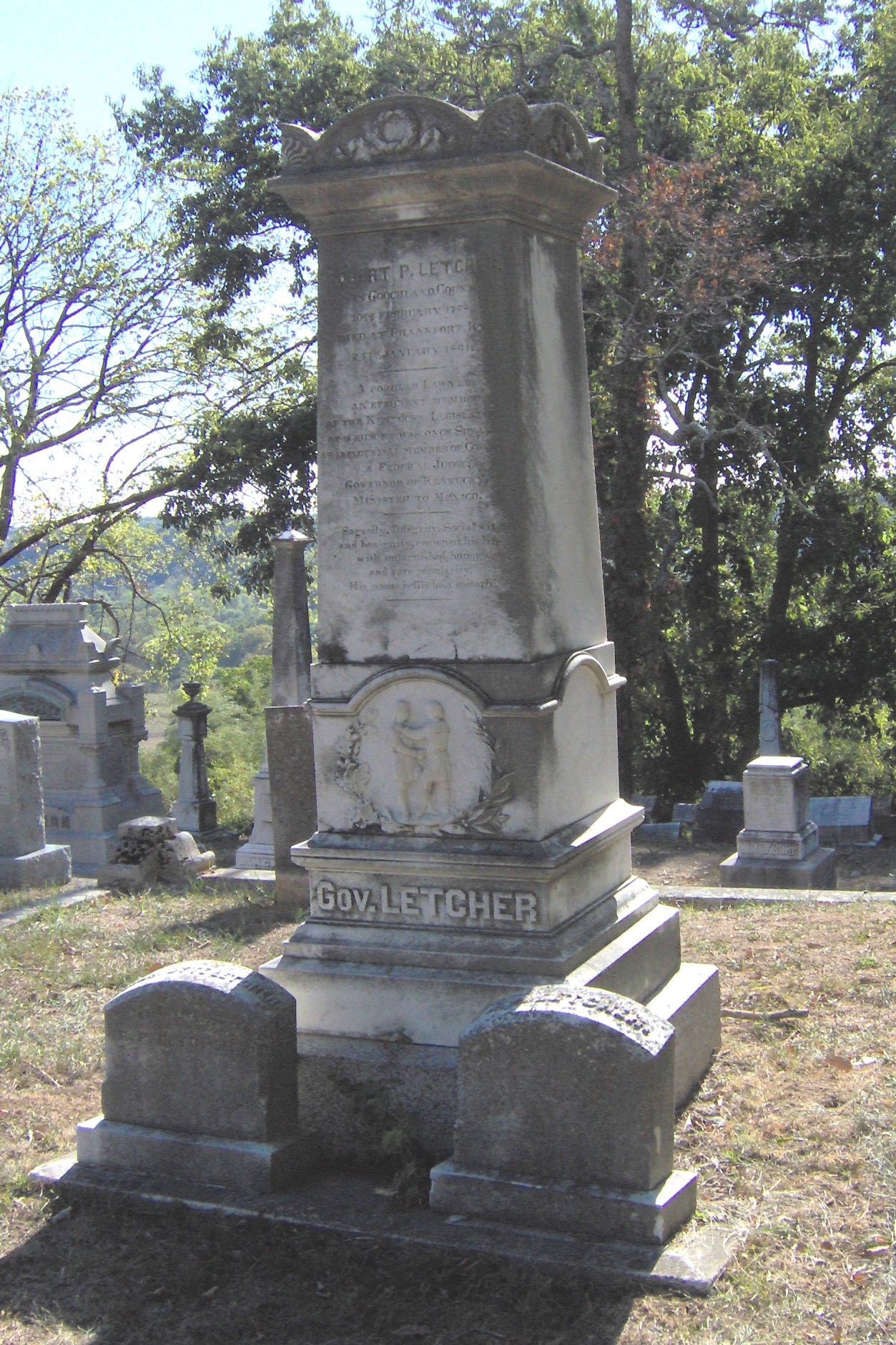
フランクフォート墓地にあるレッチャーの墓石

レッチャーはケンタッキー州に戻ると、法律実務を再開した。メキシコに行っている間に、ケンタッキー州第8選挙区選出アメリカ合衆国下院の議席は民主党のジョン・ブレッキンリッジが占めていた。その選挙区にはヘンリー・クレイの領地であるアシュランドが入っているので「アシュランド選挙区」とも呼ばれ、1828年以降は民主党議員が代表になったことのないホイッグ党の牙城だった。1853年、ホイッグ党はこの選挙区を取り戻すことに熱心であり、レッチャーが候補者になろうとしたが、州の党員集会ではケンタッキー州検事総長のジェイムズ・ハーランを選んだ。しかしその指名はホイッグ党の幾つかの派閥で受け入れられず、ハーランが1853年3月に辞退したので、その代わりにレッチャーが選出された。
1853年4月18日、ニコラスビルで行われた討論会で、レッチャーは初めてブレッキンリッジと出会った。現職のブレッキンリッジが最初に話し、民主党のウォーカー関税によって生まれた高い歳入と、ホイッグ党が支持した1842年関税によって生まれた歳入とを対照させるような政治問題に焦点を当てた。レッチャーはその選挙運動の大半でやっていたように、ホイッグ党への忠誠心に訴えた。ブレッキンリッジは「民主党員なので」その選挙区を代表するのは誤りであると主張した。ブレッキンリッジの論調がうまく構成されていたのに対し、レッチャーは怒り出すことも多かった。ある場合には、レッチャーがあまりに度々ブレッキンリッジを遮ろうとしたので、ジョン・クリッテンデンがレッチャーの上着の裾を掴んで抑えるというシーンもあった。ブレッキンリッジの支持者は、選挙運動の残り期間、レッチャーのことを嘲って「上着の裾」と渾名を付けていた。
レッチャーの党派的な敵であり奴隷制度廃止運動家のカシウス・マーセラス・クレイがブレッキンリッジ指示に回ったとき、レッチャーはこれを取り上げ、ブレッキンリッジの叔父であるジェファーソン・ブレッキンリッジ牧師の奴隷制度廃止論的見解と組み合わせ、ブレッキンリッジが議会には奴隷制度に干渉する権限を持っていないと一貫して主張していたにも拘わらず、ブレッキンリッジは密かに奴隷制度廃止に動いていると非難した。ブレッキンリッジは、1848年の選挙運動でレッチャーがザカリー・テイラーのためにインディアナ州で行った演説について、新聞記事を取り上げることで反論した。レッチャーはこの演説で、ケンタッキー州で進行中の憲法改定会議では、奴隷の段階的解放の規定を盛り込んだ文書を生むことになると予言し、「奴隷制度の延長を望むのは極南部の極端な人のみである」と述べていた。
両候補者は選挙区外からも財政的援助を得ており、その使途には票を買収したり、投票を棄権するよう賄賂に使われたりするものがあった。ブレッキンリッジは数千ドルを受領しており、その中のかなりの量はワシントンD.C.の銀行家ウィリアム・ウィルソン・コーコランから出ていた。レッチャーを支持した側の資金は3万ドルないし10万ドルと推計された。オーエン郡の場合、ブレッキンリッジが得票率71%、526票差で制したが、その投票総数は登録有権者数よりも123票多い数字だった。
レッチャーは州内でホイッグ党最強の候補者と考えられた。しかしこの議席を獲得できなかったことでケンタッキー州におけるホイッグ党の力が衰えていることを示していた。レッチャーは死ぬまで政治活動を続けたものの、ブレッキンリッジに敗れた後に公職を求めて出馬することはなかった。1856年アメリカ合衆国大統領選挙では、ミラード・フィルモアのために、ペンシルベニア州、ニューヨーク州、ケンタッキー州で遊説して回った。1857年と1858年、カンザス州でのルコンプトン憲法に対し、ジョン・クリッテンデンに反対するよう促した。
ホイッグ党が解党された後、州レベルの政治でレッチャーは概してノウ・ナッシングの候補者を支持した。1860年アメリカ合衆国大統領選挙では、レッチャーとクリッテンデンは立憲連合党候補者のジョン・ベルを支持した。ベルであれば、北部と南部の敵対関係を平和的に解決できるという最良の期待を代表できると考えたからだった。その選挙の日までに、レッチャーの健康が衰え始めた。1861年1月24日、レッチャーはフランクフォートの自宅で亡くなった。フランクフォート墓地に埋葬された。ケンタッキー州レッチャー郡はレッチャーの栄誉を称えて命名された。

## 関連図書
- Greeley, Horace; Benjamin, Park (1846). “Editorial – Political”. The New Yorker 9 (91):  330 2010年7月16日閲覧。.
- Contested Election: Robert P. Letcher vs. Thomas P. Moore. 23rd Congress, 1st Session, House Report No 446. May 6, 1834.
- Journal of the House of Representatives of the United States, June 12, 1834, p. 743.